# Współczesność
«Вспулчесность» (пол. Współczesność — Современность) — польский литературно-художественный двухнедельный журнал, издававшийся с 1956 по 1971 год в Варшаве.
С журналом сотрудничали видные польские писатели и поэты, дебютировавшие в середине 1950-х годов, в частности, Эрнест Брылль, Станислав Гроховяк, Богдан Дроздовский, Иренеуш Иредыньский, Владислав Лех Терлецкий.